# Cyphomyiactia costai
Cyphomyiactia costai är en tvåvingeart som beskrevs av Artigas 1991. Cyphomyiactia costai ingår i släktet Cyphomyiactia och familjen rovflugor. Inga underarter finns listade i Catalogue of Life.